# Teucrium balthazaris
Teucrium balthazaris é uma espécie de planta com flor da família Lamiaceae.
Ela pode ser encontrada somente em Espanha.
O seu habitat natural é mediterrânico, do tipo  vegetação arbustiva.
Ela é ameaçada por perda de habitat.